# Facteur de mérite
Un facteur de mérite est une grandeur utilisée pour caractériser les performances d'un dispositif, d'un système ou d'une méthode, afin de le comparer à un dispositif, système ou méthode alternatif. En ingénierie, les facteurs de mérite sont souvent définis pour certains matériaux ou dispositifs afin de déterminer leur utilité relative. Dans le commerce, de tels facteurs sont souvent utilisés comme outils marketing afin de convaincre les consommateurs de choisir une marque particulière.

## Exemples
- Fréquence d'horloge d'un processeur
- Calories par portion pour un aliment
- Rapport de contraste pour un écran à cristaux liquides
- Réponse en fréquence d'un haut-parleur
- Facteur de remplissage d'une cellule photovoltaïque
- Résolution d'un capteur photographique d'un appareil photographique numérique
- Le facteur de mérite thermoélectrique, Z ou Zpm, une constante proportionnelle à l'efficacité d'un thermocouple
- Efficacité lumineuse d'un système d'éclairage
- Durée de vie de la batterie d'un ordinateur portable[1]